# Accord international sur le blé de 1933
L'Accord international sur le blé de 1933 est le premier des Accords internationaux de produits à réguler l'offre et les prix dans le domaine des céréales, avec des quotas limitant la production de chacun, sous l'égide de la Société des nations par les représentants de 9 pays producteurs et de 13 pays importateurs.

## Histoire

### Les négociations préparatoires et le contexte mondial
La négociation de l'Accord international sur le blé de 1933 a été précédée de six années de tentatives et négociations en ce sens. Lors  de la conférence économique internationale qui s’est tenue à Genève en 1927, les producteurs de céréales manifestèrent pour la première fois leur volonté de coopérer dans le domaine de la régulation de l'offre et des prix mondiaux.
Une première conférence eut lieu à Londres en mai 1931 et bien que ses travaux n'aient pu aboutir à la conclusion ses participants y approuvèrent le principe d‟une réduction des emblavures dans les pays producteurs. En 1933, la Société des nations a organisé un très important sommet économique et monétaire à Londres en vue de régler les problèmes d'endettement, de protections commerciales douanières et de stabilité des monnaies, qui lui semblaient interdépendants. Les représentants des pays producteurs relancèrent l‟idée d‟accord international sur le blé. Une telle négociation n'était pourtant pas à l'ordre du jour, mais ils invitèrent les représentants des principaux pays importateurs à négocier les termes d‟un accord international.

### Le texte d'août 1933
Le 25 août 1933, fut conclu le premier accord international sur le blé entre les représentants de 9 pays exportateurs et 13 pays importateurs, soit quasiment tous ceux qui, à l'époque, participaient aux échanges internationaux de blé. Les pays importateurs et exportateurs se sont mis autour de la table pour amender et affiner un texte qui prévoyait le contingentement de la production et des exportations en vue de stabiliser le prix mondial et d'éviter qu'une course aux exportations subventionnées ne génère une surproduction Le Canada a joué un rôle prépondérant dans la ratification de ce premier Accord international, ratifié par chacun des quatre principaux pays exportateurs (États-Unis, Canada, Australie et Argentine), qui acceptent tous les quatre de réduire le volume de leurs exportations de 15%. En contrepartie, les pays importateurs s‟engagent à éviter une augmentation de leur propre production.
Le texte final institue des quotas à l'exportation en fonction du volume estimé des importations, assorti d'un contrôle de la production. Pour l'année agricole 1933-1934, il fixe des contingents d'exportation fondés sur une estimation de la demande à l'importation de 15,2 millions de tonnes. Le texte précisait que le blé atteindrait un certain prix calculé par rapport à l'or et s'y maintiendrait pendant une période de plus de seize semaines, les pays importateurs seraient dans l'obligation d'abaisser leurs droits de douane, afin que leurs propres producteurs ne soient pas encouragés à ensemencer davantage de blé. Le nouveau président américain Roosevelt, qui venait d'accéder au pouvoir, souhaitait par cet accord provoquer une hausse du prix du blé.
Même si ce premier accord n'a duré que très peu de temps, il devait servir de modèle à ceux adoptés après la guerre, sous l'égide de l'ONU, et qui ont préfiguré les premières négociations sur le GATT et le système de régulation de commerce mondial. Malgré l'enthousiasme qu'il suscite, l'Accord international sur le blé de 1933 – qui portera progressivement sur toutes les céréales – va rencontrer des difficultés croissantes. Au lieu d'augmenter comme le veut l'Accord, le prix du blé baisse. L'Argentine, faute de disposer des capacités de stockage suffisantes, ne parvient pas à respecter son contingent d‟exportation et le  dépasse même d'un million de tonnes dès l'exercice agricole 1933-1934. Contrairement à leurs engagements, les pays importateurs n'abaissent pas leurs droits de douane, à la suite de quoi les dispositions prévoyant une réduction de la production de 15% dans les pays exportateurs restent lettre morte. Malgré ces échecs cumulatifs, le comité consultatif sur le blé et le secrétariat mis en place par l'Accord international sur le blé de 1933 sont chargés de faire un rapport sur la situation mondiale du blé et de préparer la conclusion d'un nouvel accord.

### La Seconde Guerre mondiale: préparation d'un nouvel accord international
La préparation d'un nouvel accord international destiné à gérer les conditions après la Seconde Guerre mondiale a lieu dès le conflit, afin d'éviter la situation de 1919-1920, qui avait vu un effondrement du marché. Entre 1935 et 1938, les excédents céréaliers disparurent à la suite de mauvaises récoltes globales. Mais l'abondance de la récolte mondiale 1938 remit à l'ordre du jour la question d'un nouvel accord pour protéger les prix et stabiliser le marché. L'objectif est de renouer avec les principes de stabilité des prix et de maintien des approvisionnements pour les pays importateurs, au cœur même de cet Accord international, qui sera à nouveau signé par les principaux pays exportateurs et par les principaux pays importateurs, une dizaine d'années plus tard, en 1949.
À la suite d'une réunion à Londres en 1938, un comité préparatoire se constitue en 1939. Ses travaux furent interrompus par la Seconde Guerre mondiale, mais reprirent en avril 1942. Les représentants des quatre pays exportateurs et du Royaume Uni adoptèrent un mémorandum d'accord prévoyant la création d'un "conseil international du blé", créé en août 1942 à Washington avec 28 membres, le futur Conseil international des céréales, et d'un "fonds de secours pour le blé" destiné à être utilisé à la fin de la Seconde Guerre mondiale pour agir en cas de crise. Ils élaborent aussi un projet de convention, véritable plan de travail pour une future conférence sur le blé, très ambitieux car instituant des stocks de réserve, le contrôle de la production, l'établissement de contingents d'exportation et la réglementation des prix.

### L'accord international sur le blé de 1949
L'un des Accords internationaux de produits mis en place après la Seconde Guerre mondiale concerne le blé. Il est piloté par l'ex-Comité consultatif du blé créé dans les années 1930, lors de l'Accord de 1933, devenu en 1942 le Conseil international du blé puis le Conseil international des céréales en 1949, établi à Londres. En 1948, réuni à Washington, il parvient enfin à mettre au point un texte consensuel qui reprend les deux idées principales du second projet de la conférence de 1947:
- principe du « contrat multilatéral de vente et d‟achat ».
- fourchette de prix cible.

En cours d'année, la réélection du président américain Harry Truman débouche sur un nouvel accord international sur le blé, qui constitue un point important de son programme électoral. Il est ratifié par trente-huit pays à Washington en 1949. L'accord reflète les pénuries endémiques de l’après-guerre et les prix élevés du blé sur les marchés mondiaux qu'elles ont suscités. Comme l'Accord de 1933, il a pour objectif « d'assurer des approvisionnements en blé aux pays importateurs et des marchés de blé aux pays exportateurs à des prix équitables et stables ». Les prix fixés en 1948 furent cependant abaissés et ce fut le premier accord à fonctionner durablement, pendant trois ans, à une époque où les prix sont soutenus par le fait que le blé était relativement peu abondant dans le monde, situation qui va changer dès 1952. L’Accord prit ainsi la forme d’un contrat multilatéral entre pays exportateurs et importateurs, avec une fourchette contraignante de prix, renforcée par des engagements de ventes et d’achats. Mais il n’imposait aucune limite sur les exportations ou sur la production des membres signataires, à la différence de l’Accord de 1934, piloté par l'ex-Comité consultatif du blé.
Le prix sur le marché libre du blé de référence a été supérieur au prix maximum fixé par l'accord, entre 1949 et 1952, de 19 à 51 cents par boisseau, selon les moments assez différents de cette période de trois ans. Les pays importateurs avaient intérêt à encadrer un marché mondial très instable, qui leur était défavorable, afin de stabiliser le prix du blé, même si les échanges internationaux régis par des dispositions ne représentaient qu'une part de leurs approvisionnements, très variable d'un pays à l'autre.
L'accord de 1949, comme celui de 1933, réduit également le risque d'un effondrement des prix pour les producteurs nationaux des pays importateurs. Il a cependant deux points faibles: deux pays particulièrement actifs dans le commerce international des céréales ne l'ont pas signé : l’Argentine, en désaccord sur le prix maximum, et de l’U.R.S.S de Joseph Staline, alors dans une phase de mécanisation de son agriculture pour la renforcer, et mieux alimenter son marché international, qui juge que sa participation aux ventes garanties est insuffisante.

### Les trois accords des années 1950
D'autres accords internationaux sur le blé semblables seront ensuite successivement mis en œuvre en 1953, 1956, 1959 et 1962. L'article XIX de la nouvelle version rédigée en 1953, donnera compétence au Conseil International du Blé pour examiner et trancher les différends relatifs à l'interprétation ou à l'application de l'accord. Aucun recours n'est prévu à la Cour internationale de Justice ou tout autre juridiction internationale, ce qui a amené le Royaume-Uni, plus important des pays importateurs, à réclamer le recours possible à une instance arbitrale extérieure, en se plaignant du fait que 1000 voix étaient attribuées aux quatre pays exportateurs, soit autant que pour le total des 42 pays importateurs. Les États-Unis, largement exportateurs, ont par contre fortement insisté sur le maintien du système en vigueur depuis l'accord de 1949. Un compromis sera trouvé, prévoyant l'arbitrage d'une commission consultative d'experts agissant en leur capacité.

### Le compromis de 1967
Un resserrement des marchés céréaliers, en risque de pénurie, a marqué l'Accord international sur les céréales de 1967, dont les négociations eurent pour toile de fond le Kennedy Round, sixième session de l'accord général sur les tarifs douaniers et le commerce (GATT) qui se tint entre 1964 et 1967 à Genève. Les pays traditionnellement pourvoyeurs d’aide alimentaire voulurent œuvrer de concert avec un plus grand nombre de pays. L'Accord international sur les céréales de 1967 est ainsi lié à la première Convention de l'ONU relative à l’aide alimentaire (CAA) et peu de temps après l’entrée en vigueur de ce texte, des excédents refirent surface sur les marchés mondiaux du blé, causant la chute des prix au-dessous des minima stipulés par l'accord lui-même. Les mécanismes prévus face à ce type de situation s’avérant complètement inefficaces, les principaux pays exportateurs se mirent alors d’accord sur différentes mesures, y compris la réduction des superficies ensemencées en céréales, de manière à rétablir un équilibre entre l’offre et la demande.